# Remparts de Québec
Die Remparts de Québec sind ein nordamerikanisches Eishockeyteam, das in der kanadischen Juniorenliga LHJMQ spielt. Es existierten zwei Franchises, die unter dem Namen in der LHJMQ spielten bzw. spielen. Das erste existierte von 1969 bis 1985, das aktuelle spielt seit 1997 unter dem Namen.

## Geschichte

### Die Original-Remparts
Die Remparts de Québec wurden 1969 gegründet und gewannen in ihrer zweiten Saison den Memorial Cup, die wichtigste Trophäe im  kanadischen Junioren-Eishockey, die unter den besten Teams der unterschiedlichen Juniorenligen ausgespielt wird. Mitglied der Memorial-Cup-Mannschaft war das heutige Mitglied der Hockey Hall of Fame Guy Lafleur. Hinzu kamen insgesamt fünf Meistertitel in der LHJMQ. Bekannt waren die Remparts dafür, dass sie das Team mit den meisten US-amerikanischen Spielern waren.
Nach der Saison 1984–85 wurde der Spielbetrieb eingestellt, da man Insolvenz beantragt hatte. Das Team existierte unter der Insolvenzverwaltung weiter und nahm 1988 wieder den Spielbetrieb auf, allerdings unter dem Namen Longueuil Collège Français, da das Team nach Longueuil umgezogen war. Nach drei Jahren zog das Team nach Verdun um unter dem Namen Verdun Collège Français zu spielen. 1994 wurde das Franchise aufgelöst.

### Die neuen Remparts
Das neue Franchise der Remparts wurde 1990 gegründet und spielte sieben Jahre unter dem Namen Beauport Harfangs in einem Vorort von Québec City. 1997 zog das Team nach Québec City, wo das Team sich in Remparts de Québec umbenannt. Es gehört zu den populärsten Teams der Canadian Hockey League, die aus der QMJHL, der WHL und der OHL besteht. Über 8.000 Besucher kommen zu fast jedem Spiel.
Am 28. Mai 2006 gewannen die Remparts das Finale um den Memorial Cup gegen die Moncton Wildcats. Die Remparts hatten sich, da sie weder Meister der QMJHL noch Ausrichter der Finalserie waren, eigentlich gar nicht für die Endrunde um den Memorial Cup qualifiziert, wo auch die Meister der OHL und der WHL vertreten waren. Da die Moncton Wildcats jedoch den Meistertitel der QMJHL holten und gleichzeitig Gastgeber der Memorial-Cup-Finals waren, konnten die Remparts als Vize-Meister nachrücken. Im Finale standen sich beide Teams dann gegenüber und es gab das erste Finale mit zwei Teams der QMJHL. Meister-Trainer der Remparts war Patrick Roy, NHL-Torhüterlegende, mehrfacher Stanley-Cup-Sieger und Mitglied der Hockey Hall of Fame.
Für ihre 349 Tore in der regulären Saison (2005/06) wurde die Mannschaft mit der Trophée Luc Robitaille ausgezeichnet.
Im November 2014 verkauften die Eigentümer der Remparts das Franchise an den Medienkonzern Québecor. Zur folgenden Saison zog die Mannschaft damit ins neue Centre Vidéotron um, das ebenfalls von Québecor betrieben wird und 18.259 Zuschauern Platz bietet.

## Logos

Logo von 1969 bis 1985
Logo von 1997 bis 2004
Logo von 2004 bis 2013
Aktuelles Logo seit 2013

## Ehemalige Spieler

### Original-Remparts
- Michel Goulet – 1089 NHL-Spiele, 1152 NHL-Punkte, Mitglied der Hockey Hall of Fame
- Guy Lafleur – 1127 NHL-Spiele, 1353 NHL-Punkte, Hart Memorial Trophy 1977 und 1978, Mitglied der Hockey Hall of Fame
- Sylvain Côté – 1171 NHL-Spiele
- Gaétan Duchesne – 1028 NHL-Spiele
- Kevin Lowe – 1254 NHL-Spiele, sechsfacher Stanley-Cup-Sieger

### Neue Remparts
- Louis Domingue – 139 NHL-Spiele, 58 NHL-Siege
- Anthony Duclair – 366 NHL-Spiele, 169 NHL-Punkte
- Adam Erne – 180 NHL-Spiele, 34 NHL-Punkte
- Simon Gagné – 822 NHL-Spiele, 601 NHL-Punkte, Stanley-Cup-Sieger
- Ryan Graves – 107 NHL-Spiele, 33 NHL-Punkte
- Juraj Kolník – 240 NHL-Spiele, 95 NHL-Punkte
- Philipp Kurashev – 17 NHL-Spiele, 9 NHL-Punkte
- Nikita Kutscherow – 515 NHL-Spiele, 547 NHL-Punkte, Sieger der Art Ross Trophy, des Ted Lindsay Award und der Hart Memorial Trophy in der Saison 2018/19, dreimalige Teilnahme am NHL All-Star Game, Stanley-Cup-Sieger
- Jonathan Marchessault – 363 NHL-Spiele, 262 NHL-Punkte
- Alexander Radulow – 450 NHL-Spiele, 345 NHL-Punkte, Weltmeister 2008 und 2009
- Mike Ribeiro – 947 NHL-Spiele, 718 NHL-Punkte
- Logan Shaw – 215 NHL-Spiele, 36 NHL-Punkte
- Dmytro Timashov – 45 NHL-Spiele, 9 NHL-Punkte
- Antoine Vermette – 834 NHL-Spiele, Stanley-Cup-Sieger
- Marc-Édouard Vlasic – 1050 NHL-Spiele, 328 NHL-Punkte, Olympiasieger 2014, Wahl ins NHL All-Rookie Team 2006/07

## Gesperrte Nummern
- 4 – Guy Lafleur
- 12 – Simon Gagné
- 22 – Alexander Radulow
- 44 – Marc-Édouard Vlasic

Diese Rückennummern werden von dem Team an keinen Spieler mehr vergeben.